# Scott Spillane
Scott Spillane, född 26 september 1965, är en amerikansk musiker, mest känd som en av frontfigurerna i bandet The Gerbils. Han är även känd för sin medverkan som medkompositör och blåsinstrumentalist i bandet Neutral Milk Hotel, samt för sin medverkan på album av flera band associerade med musikerkollektivet The Elephant 6 Recording Company, såsom  The Olivia Tremor Control, of Montreal och Elf Power.